# Lenguas bantúes nororientales de la costa
Las lenguas bantúes nororientales de la Costa son lenguas bantúes habladas a lo largo de la costa de Tanzania y Kenia e incluye lenguas del interior de Tanzania habladas desde la costa hasta el área de Dodoma En la clasificación geográfica de Guthrie, estas lenguas se clasificaron dentro de los grupos G y E.

## Lenguas del grupo
Las lenguas o complejos dialectales bantúes nororientales de la costa son:
- Pare-Taveta (G20+E70): Pare (Asu), Taveta
- Sabaki (G40+E70): Suajili, Nyika, comorense, etc.
- Seuta (G20+G30): Shambala, Bondei, Zigula (Mushungulu), Ngulu
- Ruvu (G30+G10): Gogo, Sagara, Vidunda, Kaguru, Luguru, Kutu, Kami, Zaramo, Kwere, Doe

Las lenguas ruvu tienen una similitud léxica de 60–70%.
El Mbugu (Ma'a) es una lengua mixta con base léxica fundamentalmente de origen Pare-Taveta.

## Comparación léxica
Los numerales en diferentes lenguas bantúes nororientales de la costa de los grupos Pare y Seuta son:
| GLOSA | Pare     | Seuta  | Seuta      | Seuta    | Seuta    | Seuta    | PROTO- SEUTA |
| GLOSA | Asu      | Bondei | Mushungulu | Ngulu    | Shambala | Zigula   | PROTO- SEUTA |
| ----- | -------- | ------ | ---------- | -------- | -------- | -------- | ------------ |
| '1'   | mwe      | mweŋa  | mósi       | yumweŋga | bosi     | imwe     | *mwe         |
| '2'   | mbiri    | mbii   | káidi      | -idi     | kaili    | -idi     | *-bidi       |
| '3'   | ndatu    | ndatu  | katátu     | -tatu    | katatu   | -tatu    | *-tatu       |
| '4'   | n̩ne      | ń̩nɛ    | kán̩ne      | -ne      | kaa̩ne    | -ne      | *-ne         |
| '5'   | kathano  | ʃáno   | ʃáno       | -ʃano    | kaʃano   | -ʃano    | *-ʃano       |
| '6'   | mtandatu | (síta) | tanɖátu    | (sita)   | mtandatu | -tandatu | *-tanɖatu    |
| '7'   | mfungate | (sába) | fuŋgáte    | (saba)   | mfungate | -fungate | *-fuŋgate    |
| '8'   | mnane    | nánɛ   | m̩nâne      | nane     | mnaane   | -mnane   | *mnaːne      |
| '9'   | kenda    | kenda  | tʃênɖa     | (tisa)   | keenda   | -tʃenda  | *ke(ː)nda    |
| '10'  | ikumi    | kúmi   | kúmi       | kum      | kumi     | mloŋgo   | *kumi        |
Las formas entre paréntesis son numerales árabes que pasaron a estas lenguas a través del suajili que es una lengua muy influida por el árabe. Para el grupo Ruvu los numerales son:
| GLOSA | Ruvu      | Ruvu     | Ruvu   | Ruvu   | Ruvu   | Ruvu        | PROTO- RUVU |
| GLOSA | Gogo      | Kagulu   | Kutu   | Kwere  | Luguru | Zaramo      | PROTO- RUVU |
| ----- | --------- | -------- | ------ | ------ | ------ | ----------- | ----------- |
| '1'   | monga     | -mwedu   | -imwe  | -imwe  | yumwe  | -imwe       | *-mwe       |
| '2'   | nyejete   | -ili     | -bili  | -mbili | weli   | -bili       | *-bili      |
| '3'   | idatu     | -datu    | -datu  | -natu  | wadatu | -datu       | *-datu      |
| '4'   | inne      | -ne      | -ne    | -nne   | wane   | -ne         | *-nne       |
| '5'   | ihano     | -ʃano    | -tano  | -tano  | watano | -tano       | *-tano      |
| '6'   | mtandatu  | mtandatu | (sita) | (sita) | (sita) | (sita)      | *-tandatu   |
| '7'   | mpunghati | mfuŋgate | (saba) | (saba) | (saba) | (saba)      | *-fuŋgate   |
| '8'   | mnana     | mnana    | name   | nane   | wanane | -nane       | *-nanɛ      |
| '9'   | ichenda   | ikenda   | (tisa) | (tisa) | (tisa) | kenda       | *-kenda     |
| '10'  | ikumi     | ikumi    | kumi   | kumi   | kumi   | kumi / loŋo | *(i-)kumi   |
Para el grupo sabaki los numerales son:
| GLOSA | Sabaki         | Sabaki  | Sabaki  | Sabaki | Sabaki   | Sabaki                | Sabaki  | PROTO- SABAKI |
| GLOSA | Chimiini       | Comorés | Makwe   | Mwani  | Ngazidja | Shangaji              | Suajili | PROTO- SABAKI |
| ----- | -------------- | ------- | ------- | ------ | -------- | --------------------- | ------- | ------------- |
| '1'   | 'mɔ́ji / 'múːsi | moʒa    | -móːʤa  | mʼmoʤa | monʦi    | -móːte / (wahíːti)    | mɔ́ʤa    | *moʤa         |
| '2'   | m'bɪɹi         | mbili   | -wíːli  | mbire  | mɓili    | -wíːri / (tʰenéːne)   | mbíli   | *m-biri       |
| '3'   | n̥tʰa'ratʰru    | ʈatu    | -táːtu  | natu   | ɳɖaru    | -ʈáːʈʰu / (taláːtha)  | tátu    | *n-taːtu      |
| '4'   | 'n̥ɛ́            | n̩ne     | -ǹ̩ńe    | nʼné   | nne      | -ne / (áːruba)        | ń̩nɛ     | *n-ne         |
| '5'   | 'n̥tʰaːnɔ       | ʦanu    | -táːnu  | nʼtano | nʦanu    | -tʰáːno / (háːmsa)    | tánu    | *tʰáːno       |
| '6'   | ('sítʰa)       | (sita)  | (síːta) | (sita) | ɳɖadʲaru | (síːtʰa)              | (síta)  |               |
| '7'   | ('sábːa)       | (saba)  | (sáːba) | (saba) | mfukare  | (sabáː)               | (sába)  |               |
| '8'   | 'náːnɛ         | nane    | -náːne  | nane   | nane     | -náːne / (tʰamáːníya) | nánɛ    | *naːnɛ        |
| '9'   | 'kɛ́ːndɹa       | ʃenɗa   | (tíːsa) | kʰɛ́nta | ʃenɗa    | (tíːsíya)             | (tísa)  | *ke(ː)nɗa     |
| '10'  | ʔi'kʰʊ́mi       | kumi    | kúːmi   | kume   | kume     | kʰúːmi / (ańʃára)     | kúmi    | *kumi         |